# 武宏文
武宏文（1962年8月—），中华人民共和国政治人物，生于山西省孝义市，曾任晋城、大同市长、山西省工业和信息化厅长等职，现任山西省政协农业和农村委员会主任。

## 生平
1979年10月，参加工作，在山西省戏曲学校担任干事。1981年9月，他调往山西晋剧院，仍担任干事。1984年4月，他调动到共青团山西省委，历任干事、副主任科员、主任科员。期间，1986年9月至1988年6月在山西省团校政治专修科学习。1990年1月加入中国共产党。1994年9月至1995年9月，他在泽州县犁川镇挂职担任党委副书记。1995年8月，他升任共青团山西省委权益部副部长。1997年12月，他被任命为共青团山西省委办公室主任。期间，他于1996年4月至1998年3月在中国社会科学院研究生院农业经济专业研究生班学习。
1998年6月，武宏文离开共青团系统，出任运城行署副秘书长。2001年3月，他出任中共万荣县委副书记、县长。2006年6月，升任中共永济市委书记。2009年8月，他升任运城市人民政府副市长。
2013年4月，武宏文由运城市转往晋城市任职，出任中共晋城市委常委、纪委书记。2015年12月，改而担任中共晋城市委常委、副市长。2016年1月，出任中共晋城市委常委、副市长、市政府党组副书记。同年10月武宏文出任中共晋城市委副书记、代市长、市政府党组书记。同月，他被选为晋城市人民政府市长，仍担任中共晋城市委副书记、市政府党组书记。
2017年9月24日，时任大同市市长马彦平（卸任后被处留党察看两年）向市人大常委会辞职。同日，大同市人大常委会任免武宏文为副市长、代市长。他同时依例担任中共大同市委副书记。11月30日，大同市人民代表大会选举武宏文为市长。2018年2月24日，当选为第十三届全国人大代表。
2021年1月25日，山西省人大常委会任命武宏文为山西省工业和信息化厅厅长。2月5日，大同市人大常委會決定接受武宏文的辭呈，任命張強为代市长。2022年12月，不再担任山西省工业和信息化厅厅长。2023年1月，出任山西省政协农业和农村委员会主任。